# Таблитчаста огранка

Огранка таблитчаста і Огранка клинами.

Ограновування таблицею — один з видів огранювання дорогоцінних каменів.
Являє собою найпростіший вид ступінчастого ограновування з двома «сходинками» — верхньою і нижньою. Верхню частину каменю роблять дуже плоскою для збільшення майданчика — «таблички».
Застосовується для виготовлення перснів-печаток.